# Vissi d'arte
Vissi d'arte je sopránová árie z druhého dějství opery Giacoma Pucciniho Tosca. Zpívá ji hlavní ženská postava opery Floria Tosca. Přemýšlí o osudu svém a svého milence, malíře Maria Cavaradossiho, které jsou vydány na milost a nemilost římskému policejnímu prefektovi, baronu Scarpiovi. Zoufá nad tím, že ji Bůh opustil. Vokální rozsah je od E♭4 po B♭5.

## Libreto
| Vissi d'arte, vissi d'amore, non feci mai male ad anima viva! Con man furtiva quante miserie conobbi aiutai. Sempre con fe' sincera la mia preghiera ai santi tabernacoli salì. Sempre con fe' sincera diedi fiori agli altar. Nell'ora del dolore perché, perché, Signore, perché me ne rimuneri così? Diedi gioielli della Madonna al manto, e diedi il canto agli astri, al ciel, che ne ridean più belli. Nell'ora del dolore, perché, perché, Signor, ah, perché me ne rimuneri così? | Žila jsem pro své umění, žila jsem pro lásku Nikdy jsem neublížila ani živé duši S tajnou rukou zmírnila jsem tolik bolestí, o kolika jsem věděla Vždy s pravou vírou moje modlitba stoupala ke svatostánku. Vždy s pravou vírou pokládala jsem květiny k oltáři V hodině zármutku proč, proč, ó Pane proč se mi takto odměňuješ? Dala jsem šperky do Madonina pláště a poslala jsem svou píseň ke hvězdám, do nebes, která se usmála s větší krásou V hodině zármutku proč, proč, ó Pane proč se mi takto odměňuješ? |